# Gymnelia tarapotensis
Gymnelia tarapotensis är en fjärilsart som beskrevs av Druce 1897. Gymnelia tarapotensis ingår i släktet Gymnelia och familjen björnspinnare. Inga underarter finns listade i Catalogue of Life.